# Pino Caballero Gil
Pino Caballero Gil (Las Palmas de Gran Canaria, 29 de noviembre de 1968) es una científica española. 

## Biografía
Se licenció en matemáticas en la Universidad de La Laguna en 1990, y se doctoró en la misma universidad en 1995. Es catedrática en Ciencias de la Computación e Inteligencia Artificial desde 2015. Sus investigaciones se centran en la criptografía, el criptoanálisis, protocolos criptográficos, seguridad de las comunicaciones inalámbricas, generadores pseudoaleatorios, autenticación fuerte y aplicaciones móviles seguras.
Desde 1998 coordina el grupo CryptULL de investigación en Criptología de la Universidad de La Laguna. Ha participado en 47 proyectos nacionales e internacionales de investigación. Miembro fundadora de la Red de Excelencia Nacional de Investigación en Ciberseguridad. Miembro del Instituto Universitario de Desarrollo Regional y del Instituto Univesitario de Estudios de las Mujeres.
En 2017 recibió el Premio del Instituto Universitario de Estudios de las Mujeres de la Universidad de La Laguna (ULL). En 1998 recibió el Premio Día de Canarias para Jóvenes Investigadores, También ha recibido el Premio “Proyecto Empresarial” de la Fundación Fyde-CajaCanarias.